# Eutabanus pictus
Eutabanus pictus är en tvåvingeart som beskrevs av Krober 1930. Eutabanus pictus ingår i släktet Eutabanus och familjen bromsar. Inga underarter finns listade i Catalogue of Life.